# Dom Gąski w Radomiu
Dom Gąski – zabytkowy budynek znajdujący się w Radomiu, w północnej pierzei Rynku, pod numerem 4.
Dom Gąski jest budynkiem jednopiętrowym trójosiowym . Posiada sień z boku i jednobiegową klatkę schodową . Fasada budynku jest zwieńczona dwukondygnacyjnym wolutowym szczytem, rozczłonkowanym pilastrami i zwieńczonym trójkątnie . 
Dom Gąski jest najstarszym budynkiem mieszczańskim zachowanym w Radomiu. Został wystawiony w XVII w. na zlecenie Stanisława (lub Adama) Gąski – ławnika i radcę miejskiego, piekarza przybyłego z Opoczna . Architekt budynku nie jest znany . Według tradycji w czasie potopu szwedzkiego w domu dwukrotnie nocował król szwedzki Karol X Gustaw . Pod koniec XVIII w. w budynku mieściła się apteka Włocha Christiana Valentino . W latach 1818–1819
znajdowały się w nim biura magistrackie. Pod koniec XIX wieku w domu mieścił się skład piwa .
Po II wojnie światowej dom stał się własnością państwową . W latach 1953–1955 budynek przeszedł generalny remont i adaptację do celów wystawienniczych, zyskując obecny wystrój fasady . W latach 50. XX w. podczas odbudowy sąsiedniego Domu Esterki, rozebranego do piwnic w czasie wojny, wzorowano się na wyglądzie Domu Gąski .
W latach 1975–1990 w połączonych kamienicach Gąski i Esterki miało siedzibę Biuro Wystaw Artystycznych . Następnie nadzór nad kamienicami sprawowało Muzeum im. Jacka Malczewskiego w Radomiu, które w latach 1990–2018 miało tutaj swój oddział – Muzeum Sztuki Współczesnej .
Budynek wpisany jest do rejestru zabytków Narodowego Instytutu Dziedzictwa pod numerami 36 z 23.06.1947, 753 z 5.05.1972 oraz 197/A/83 z 14.04.1983

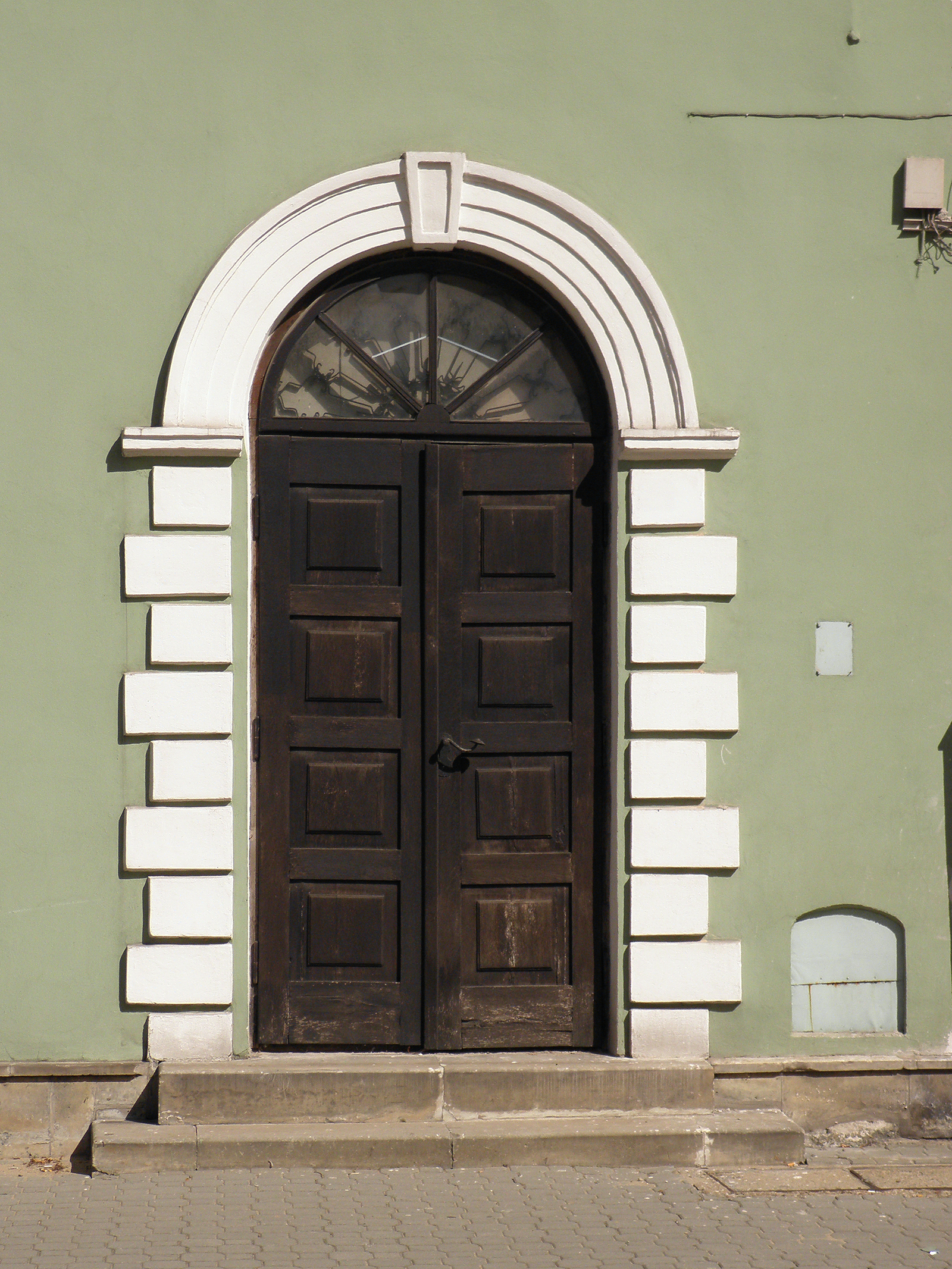
Portal wejściowy
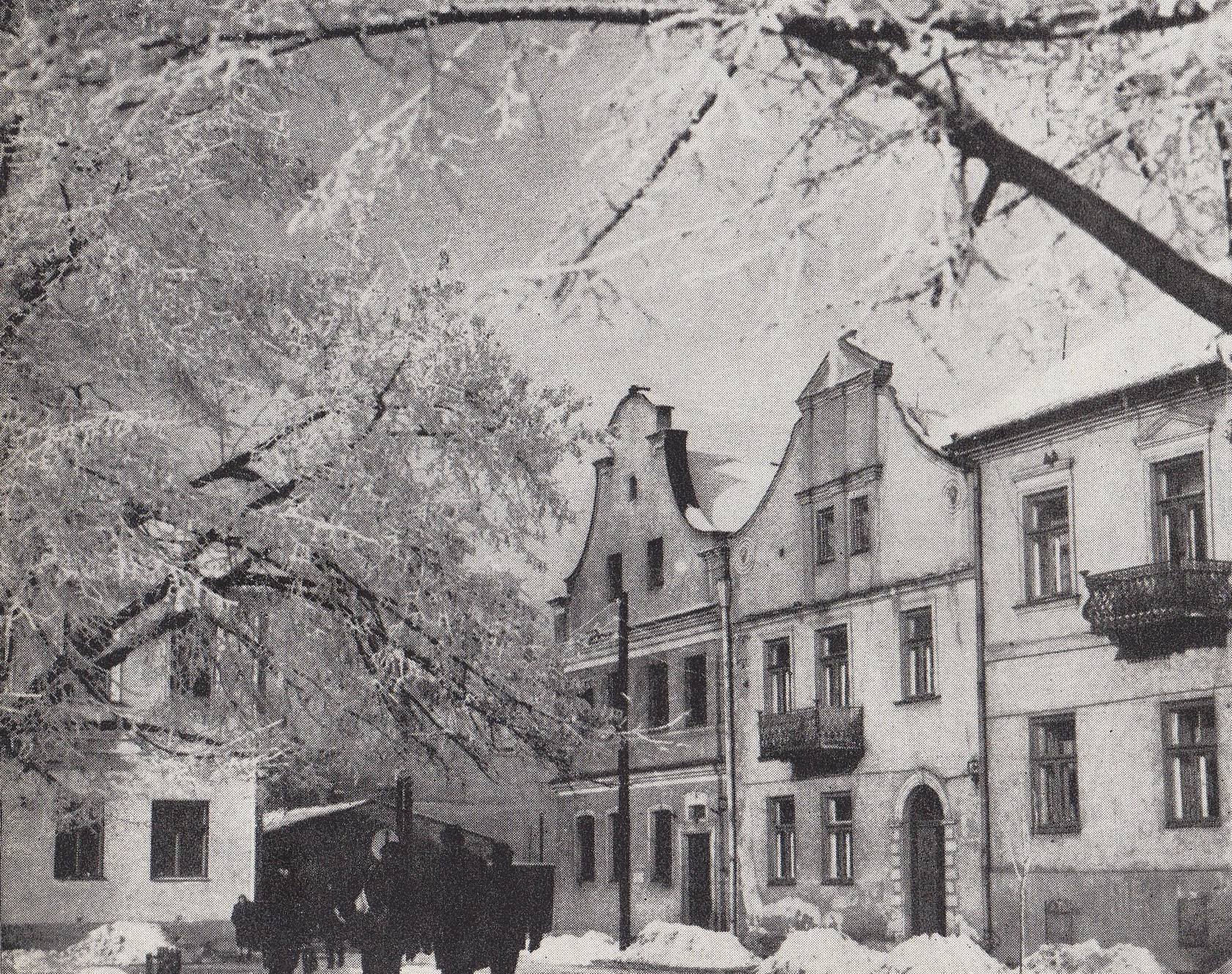
Kamienice Esterki i Gąski, stan w 1975